# 1913年9月15日月食
1913年9月15日月食为一次在协调世界时1913年9月15日出現的月全食。該次月食半影食分為2.538、全影食分為1.435。偏食維持了116分，全食維持47分。

## 概述
這次月食的食分是23.52，偏食維持了116分，全食維持47分。

## 基本參數
- 類型：月全食
- 食甚資料：
  - 日期：1913年9月15日
  - 時間：12:48
  - 月球位置：赤經23.52度、赤緯-3.3度
  - 食分：半影食分：2.538、全影食分：1.435
  - 持續時間：偏食116分、全食47分

## 外部連結
- NASA月食專頁（页面存档备份，存于）（英文）